# Phosphate de cobalt
Un phosphate de cobalt est un sel de cobalt de l'acide phosphorique H3PO4, dans lequel le cobalt peut avoir différents nombres d'oxydation (parfois au sein d'un même composé). Compte tenu du polymorphisme, on connaît plus de 80 formes cristallines différentes de phosphate de cobalt.
On distingue notamment :
- le phosphate de cobalt(I) ou monophosphate de cobalt, CoPO4[1] ;
- le phosphate de cobalt(II), Co3(PO4)2.